# Ride the Sky (At Vance)
Ride the Sky è l'ottavo album in studio della band power metal tedesca At Vance.
Olaf Lenk continua lungo la strada del disco precedente occupandosi di registrare tutte le parti strumentali, ad eccezione del basso che cede al nuovo arrivato Wolfman.

## Tracce

### Edizione standard
Testi e musiche di Olaf Lenk eccetto dove diversamente indicato.
1. Ride the Sky – 3:31
2. Torn - Burning Like Fire – 4:40
3. Last in Line – 4:31
4. Wishing Well (cover dei Free, dal disco Heartbreaker del 1973) – 3:13 (John Bundrick, Paul Kossoff, Paul Rodgers, Simon Kirke, Tetsu Yamauchi)
5. Salvation Day – 4:24
6. Vivaldi, Summer 2nd Set (strumentale) – 3:45 (musica: Antonio Vivaldi)
7. Power – 3:34
8. You and I – 5:23
9. End of Days – 3:31
10. Falling – 6:13
11. Farewell – 5:37

### Tracce bonus edizione giapponese
1. Gloomy Monday – 5:35

## Formazione

### Gruppo
- Rick Altzi – voce
- Olaf Lenk – chitarra, tastiere, batteria, cori
- Wolfman Black – basso

### Produzione
- Olaf Lenk – produzione, missaggio
- Nils Wasko - produzione esecutiva
- Achim Köhler – mastering
- Gyula Havancsák – copertina
- Hiko – artwork